# Козја Раван
Козја Раван је насељено мјесто у општини Власеница, Република Српска, БиХ. Према попису становништва из 1991. у насељу је живјело 44 становника.

## Становништво
Према попису становништва из 1991. године, мјесто је имало 44 становника.
| Националност | 1991. |
| Срби         | 44    |
| Укупно       |       |

| Демографија | Демографија | Демографија |
| Година      | Становника  | Становника  |
| ----------- | ----------- | ----------- |
| 1961.       | 94          |             |
| 1971.       | 101         |             |
| 1981.       | 75          |             |
| 1991.       | 44          |             |